# St. Michael (Lipperode)

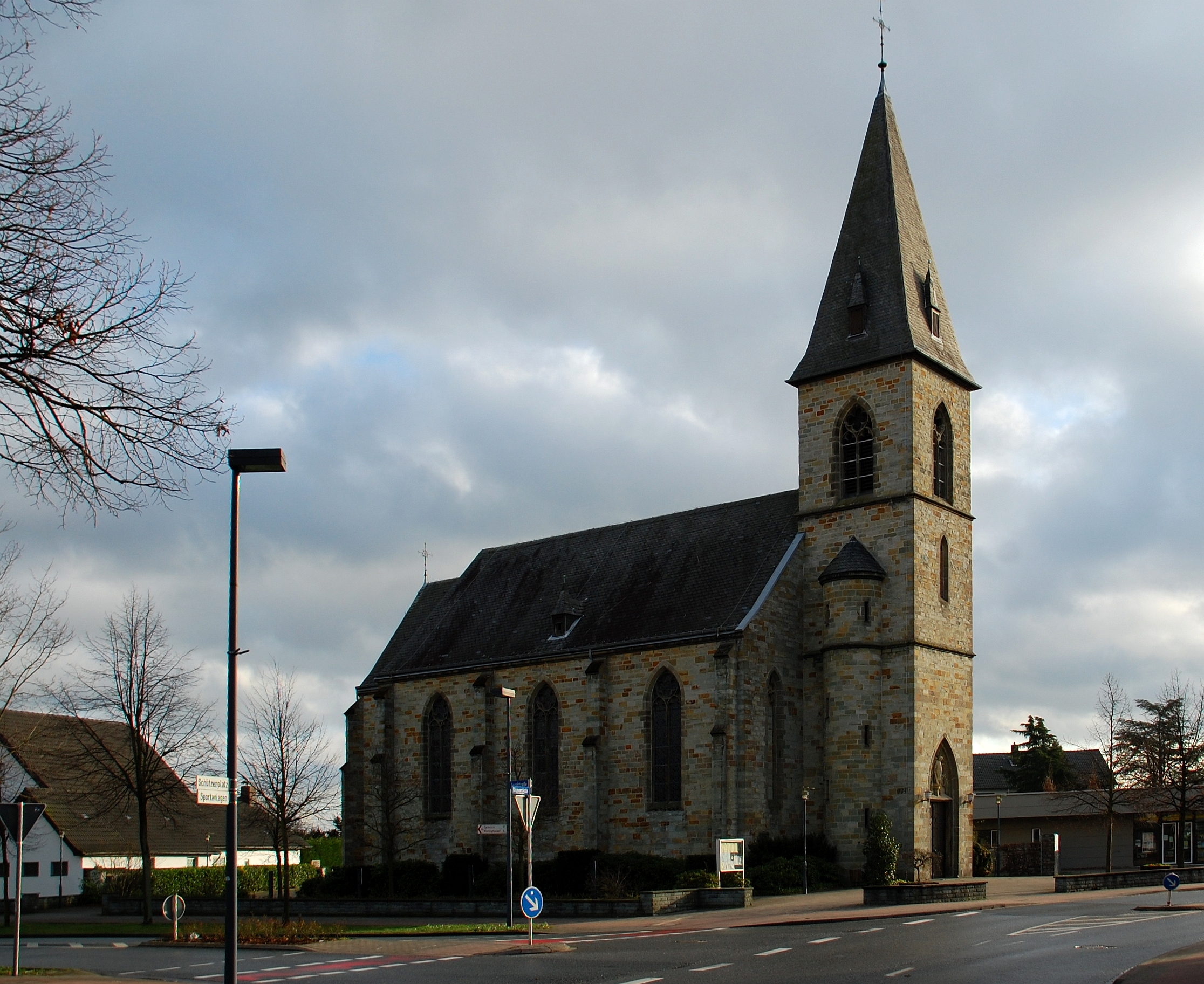
St. Michael in Lipperode

Die römisch-katholische, denkmalgeschützte Kirche St. Michael steht in Lipperode, einem Ortsteil von Lippstadt im Kreis Soest von Nordrhein-Westfalen. Die Kirchengemeinde gehört zum Pastoralen Raum Lippstadt im Dekanat Lippstadt-Rüthen des Erzbistums Paderborn.

## Beschreibung
Die neugotische Hallenkirche zu drei Jochen wurde 1904 anstelle einer Vorgängerkirche nach einem Entwurf von Arnold Güldenpfennig aus Anröchter Stein errichtet. An das Mittelschiff des Langhauses schließt sich im Osten ein eingezogener Chor mit Fünfachtelschluss an. Eine Kapelle befindet sich an seiner Südwand. Die Wände von Langhaus und Chor werden von Strebepfeilern gestützt, zwischen denen sich Maßwerkfenster befinden. Der Kirchturm auf quadratischem Grundriss im Westen ist mit einem Pyramidendach bedeckt. Der Innenraum des Mittelschiffs ist mit einem Kreuzrippengewölbe überspannt. Die Seitenschiffe sind mit Kreuzgratgewölben bedeckt. Die Kirchenausstattung stammt zum Teil aus der Vorgängerkirche, wie das 1866 gestiftete Taufbecken, die Mondsichelmadonna aus dem 15. Jahrhundert und die Statuen der Maria und des Johannes aus der Zeit um 1480, die zu einer Kreuzigungsgruppe gehörten. Der Kreuzweg stammt von Anton Mormann. Die Orgel wurde von der Speith-Orgelbau gebaut.